# بالا فانتوزي
بالا فانتوزي (بالإيطالية: PalaFantozzi)‏ صالة رياضية تستخدم لرياضة كرة السلة وتقام فيها أحياناً عدد من الفعاليات الرياضية، تقع في مدينة كابو دورلاندو التابعة لمقاطعة مسينة في إيطاليا، تتسع الصالة إلى 3508 متفرج، وهي الصالة الرسمية لنادي أورلاندينا باسكيت الذي يلعب في ليغا باسكيت الدرجة الأولى، تم افتتاح الصالة سنة 2001.